# Église Saint-Pierre de Lemps
L'église Saint-Pierre de Lemps est un édifice religieux situé à Lemps, commune de la Drôme.

## Historique
L'église de Lemps date du XIIe siècle, elle est attestée en 1183. Plusieurs remaniements ont lieu jusqu'au XVIIe siècle. Les peintures de la nef et du chœur datent de 1830.

## Description
L'église est inscrite à l'inventaire des monuments historiques depuis le 31 mai 2011.